# 斯特凡纳·罗贝尔
斯特凡納·罗贝尔（法語：Stéphane Robert，1980年5月17日—），法國職業網球運動員。

## 外部連結
- 斯特凡纳·罗贝尔（英文/西班牙文）的官方資料
- 斯特凡纳·罗贝尔的國際網球總會 職業／青少年 官方資料（英文）
- 斯特凡纳·罗贝尔的官方資料（英文）